# Amblypodia detrita
Amblypodia detrita är en fjärilsart som beskrevs av Otto Staudinger 1889. Amblypodia detrita ingår i släktet Amblypodia och familjen juvelvingar. Inga underarter finns listade i Catalogue of Life.